# 3703 Volkonskaya
3703 Volkonskaya è un asteroide della fascia principale. Scoperto nel 1978, presenta un'orbita caratterizzata da un semiasse maggiore pari a 2,3313503 UA e da un'eccentricità di 0,1338035, inclinata di 6,73850° rispetto all'eclittica.